# Röthis
Röthis è un comune austriaco di 1 926 abitanti nel distretto di Feldkirch, nel Vorarlberg.